# جون إل. تومسون
جون إل. تومسون (بالإنجليزية: John L. Thompson)‏ هو صحفي أمريكي، ولد في 3 أبريل 1869، وتوفي في 1930.